# Jogos do Interior de Minas
Os Jogos do Interior de Minas (JIMI) é uma competição esportiva brasileira, voltada para jovens e que engloba várias modalidades. É realizada pelo Governo do Estado de Minas Gerais.
Os jogos são divididos em três etapas:
- Microrregional: participam os municípios , divididos em microrregionais A e B. Nesta etapa, são disputadas as modalidades coletivas: basquete, futsal, handebol e vôlei,  nos gêneros masculino e feminino.[1]
- Regional
- Estadual

Os atletas avançam nas etapas conforme seu desempenho.